# Paul Ferdinand Stanislas Dermoncourt
Paul Ferdinand Stanislas Dermoncourt, né à Crécy-au-Mont le 3 mars 1771 et mort le 10 mai 1847 à Aubevoye, est un général français de la Révolution et de l’Empire.

## Biographie

### Révolution française
En 1789, il participe à la prise de la Bastille, et entre immédiatement après dans la compagnie Odiot (quartier de la butte Saint-Roch) des grenadiers de la garde nationale de Paris.
Volontaire dans le 3e bataillon de l'Aisne le 4 septembre 1791, sergent de grenadiers et sergent-major les 4 avril et 3 juillet 1792, il fait la campagne de cette année à l'armée du Nord, se trouve au combat de Quiévrain, et embarque à Lorient pour la Martinique, avec le général Donatien de Rochambeau. Arrivé à Saint-Domingue, il parvient à ramener aux commissaires civils pour Saint-Domingue Polverel et Sonthonax les troupes qui tenaient encore le parti du gouverneur fraîchement  déchu d'Esparbès.
En novembre, à la tête de sa compagnie, tous les officiers, affectés par une fièvre, étant indisponibles, il s'empare de Morne Pelé tenu par les indigènes, qu'il met en déroute. Cité à l'ordre de l'armée le 19 décembre 1792 pour ce fait de guerre, il reçoit le même jour le grade de lieutenant puis celui de capitaine le 28 décembre 1792. Il contracte à son tour cette fièvre qui décime les colons autour de lui, mais lui survit.
Il embarque le 1er octobre 1793 à Philadelphie, pensant pouvoir y rétablir sa santé, au nombre des premiers réfugiés français de Saint-Domingue en Amérique. Pris par des corsaires des îles Bermudes, rejeté en mer par une tempête, il parvient enfin à destination. Or l'épidémie s'avérant être la fièvre jaune continue de décimer les émigrés et gagne vite les Philadelphiens. Dermoncourt profite pour rentrer en France du départ d'un grand convoi de la baie de Chesapeake, qui a lieu le 21 avril 1794 et arrive à Brest le 11 juin.
Placé en quarantaine pendant quelques jours comme tous ceux qui venaient d'outre-mer, il est par la suite attaché à l'armée des côtes de Brest. Il combat les chouans à Quiberon le 11 juillet puis retourne à Brest où il remplit les fonctions d'adjudant de place. Le 4 octobre 1795, il est à Paris et, le 5, défend la Convention au combat de Saint-Roch.

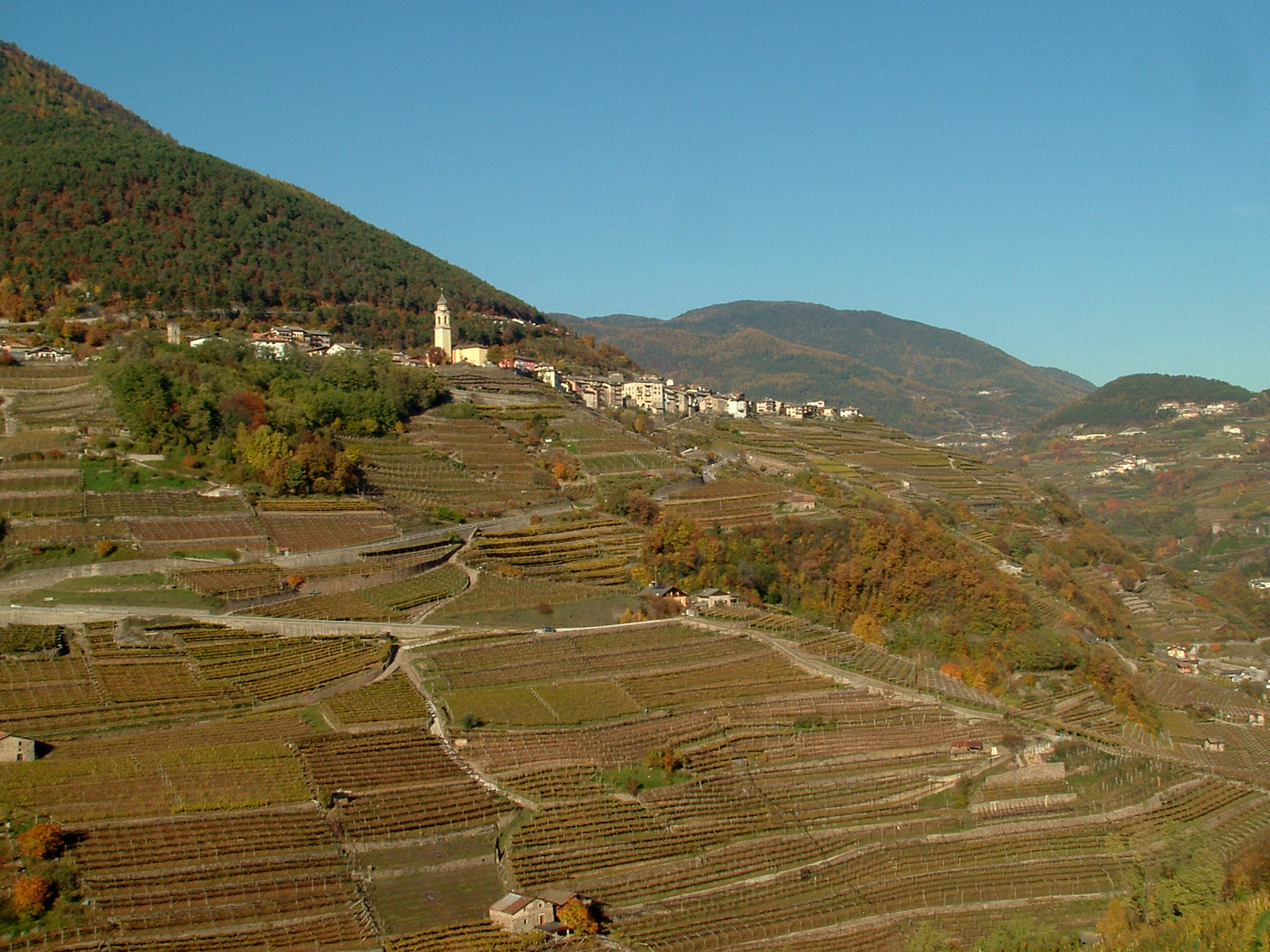
Village de Faver.

Nommé le 23 germinal an IV aide de camp du général Alexandre Dumas, il se rend avec lui en Italie, puis, après la bataille de Rivoli et la reddition de Mantoue (janvier 1797), il le suit dans le Tyrol. Lors du franchissement de l'Avis (proche de Lavis), il sauve la vie à l'aide de camp Lambert, que le torrent entraîne. S'apercevant qu'une redoute, défendue par 60 Autrichiens, et placée à la tête du village de Faver, situé à mi-côte, incommodait la division, il se met à la tête de 50 grenadiers, se porte au-dessus de la redoute, la prend à revers, s'en empare et ramène les Autrichiens prisonniers.

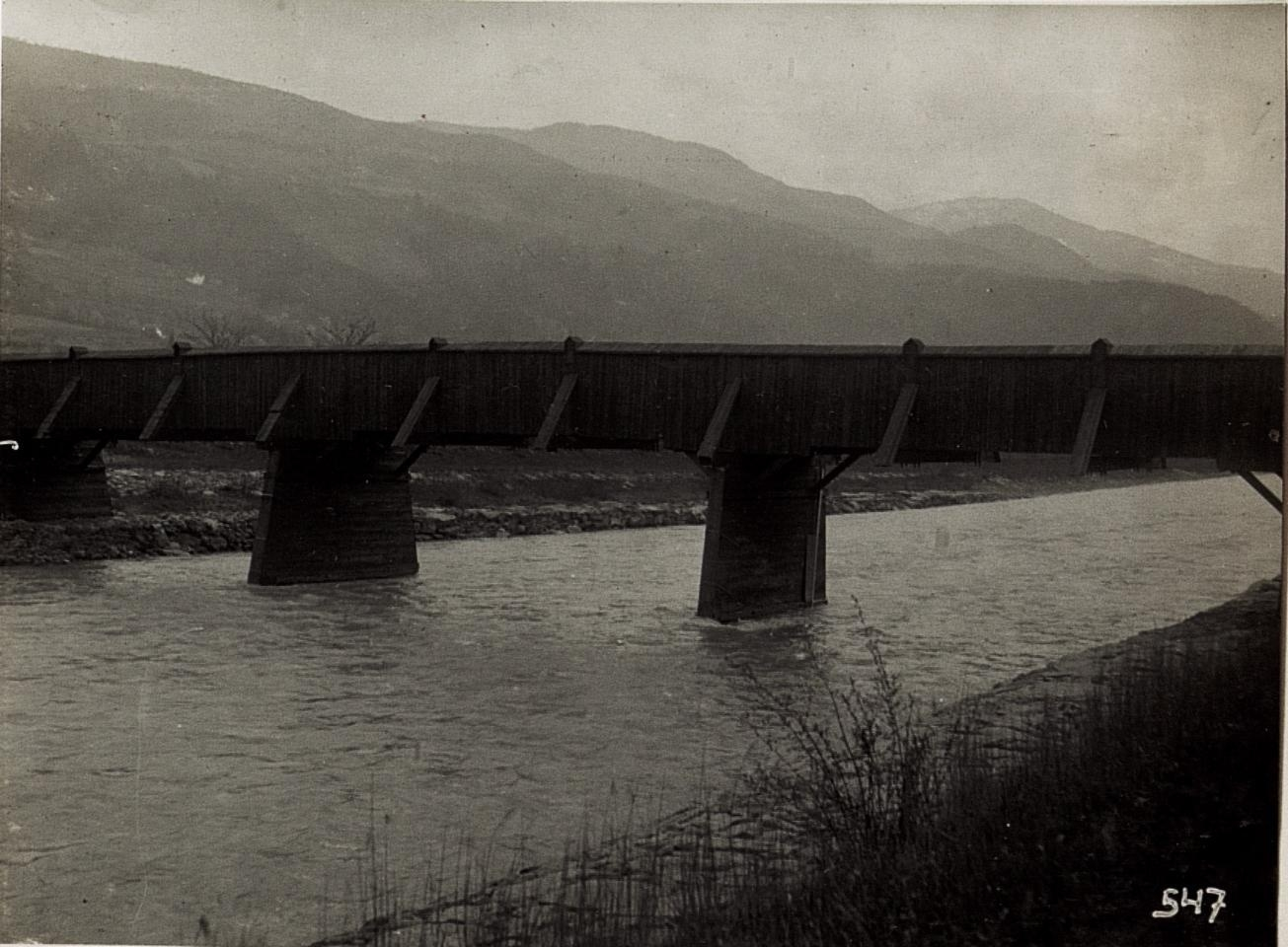
Pont couvert sur l'Eisach.

Il se distingue à l'enlèvement du pont de Neumarkt et à la prise de Bozen. Les Français de Joubert marchent sur Brixen. L'ennemi est posté à Klausen sur l'Eisach et l'entrée de cette petite ville se trouve défendue par un pont couvert de 200 mètres de longueur. La fusillade engagée sur ce pont ne permet pas à la cavalerie de passer. L'aide de camp Dermoncourt met pied à terre avec une vingtaine de dragons et, sous le feu de l'ennemi, dégageant le pont en jetant dans l'Eisach tout ce qui l'encombre, livre le passage au général Dumas et à toute sa colonne ; Brixen tombe bientôt au pouvoir des troupes françaises. À une lieue en avant de cette ville, le général Dumas se trouve seul à lutter contre un escadron ennemi ; Dermoncourt se précipite aussitôt à son secours et reçoit une blessure grave à l'épaule. Le général en chef Napoléon Bonaparte, informé par le général Joubert de la conduite de cet officier pendant la campagne, le cite avec éloges dans son rapport au gouvernement.
Passé capitaine dans le 3e régiment de dragons le 6 brumaire an VI, il sert en Suisse, s'embarque à Toulon le 30 floréal avec l'armée expéditionnaire d'Orient et fait les campagnes d'Égypte et de Syrie jusqu'en l'an IX.
À la bataille d'Aboukir, le 7 thermidor an VII, le colonel Duvivier, qui a la cavalerie sous ses ordres, ayant été tué, le capitaine Dermoncourt lui succède dans ce commandement jusqu'à son remplacement par l'adjudant-général Roize et se conduit avec autant d'intelligence que de courage.
Durant l'action, il reçoit une balle dans la poitrine qui le renverse sur la croupe de son cheval, il n'évite le danger que parce que son manteau est roulé en croix devant lui, et est blessé d'un coup de feu à la cheville gauche. Quoique sa blessure le fasse beaucoup souffrir et l'empêche de se chausser, le général en chef le charge de conduire des dromadaires chargés d'argent à Rahmanieh puis à Alexandrie, avec des dépêches secrètes pour le général Marmont et l'amiral Ganteaume, dont il doit lui porter les réponses au Caire. Il remplit sa mission malgré les attaques répétées des Arabes ; la réponse de l'amiral est verbale, elle se borne à ce peu de mots : «Le vent est bon». Le capitaine Dermoncourt la rapporte exactement au général en chef, qui bientôt après cingle vers la France. Il se signale à la bataille d'Héliopolis, près de Coraïm, où il secourt Kléber, et à la reprise du Caire.
Le général en chef Menou reconnaît ses services par une promotion au grade de chef d'escadron au 14e de dragons le 4 messidor an VIII.
Au siège d'Aboukir, le 30 ventôse an IX, atteint d'un coup de feu à la gorge, il ne quitte pas le commandement, rallie son corps et soutient la retraite avec une grande énergie. Revenu en France en vertu de la convention d'Alexandrie, confirmé dans son dernier grade par le premier Consul le 15 ventôse an X, il passe dans le 22e régiment de cavalerie, mais ce régiment ayant été incorporé dans les cuirassiers, on l'envoie dans le 21e de dragons le 13 pluviôse an XI. En l'an XII, le premier Consul le nomme, le 23 frimaire, major du 11e de cuirassiers et, le 4 germinal, chevalier de la Légion d'honneur.

### Premier Empire
Il sert à la Grande Armée de l'an XIV à 1807. Fait colonel du 1re de dragons le 5 avril de cette dernière année, il mène son régiment au feu pour la première fois le 12 juin, à la bataille d'Heilsberg, et pour la seconde fois le 14, à Friedland. À la fin de cette bataille, l'Empereur fait appeler Sopransi, aide de camp du prince de Neuchâtel : « Allez dire au colonel du 1er régiment que je suis content de lui.» 
Baron de l'Empire avec dotation le 17 mars 1808 et lettres patentes du 16 septembre 1808, officier de la Légion d'honneur le 4 octobre suivant, il entre immédiatement en Espagne avec la division Latour-Maubourg et y reste jusqu'en 1811. Sa retraite de Tarragone au mois de décembre 1808 est un des plus beaux faits d'armes de l'armée française des campagnes d'Espagne. Le 28 juillet 1809, à la bataille de Talavera, où il commande sa brigade, il a la cuisse droite traversée d'un coup de feu. Forcé d'interrompre son service, il le reprend au mois d'octobre et reçoit, le 29 décembre, dans la sierra Morena, une balle morte au genou droit. À Madridejos (Castille), au Trocadéro ou à Chiclana (Andalousie), il fait preuve de bravoure, d'activité et de talents militaires. Le 1er régiment de dragons étant devenu le 1er régiment de chevau-légers lanciers, le colonel Dermoncourt quitte l'Andalousie le 9 octobre 1811 et entre en France pour procéder à l'organisation du nouveau corps, organisation qu'il complète à Chartres. Il quitte cette ville le 12 mai 1812 et rejoint la Grande Armée à Moscou le 11 octobre. Il se bat le 21 à Malo-Jaroslawetz.
Au commencement de 1813, il prend à Mayence le commandement d'un régiment de marche et se rend à l'armée près de Bautzen. À la bataille de Reichenbach, il fait plusieurs charges heureuses et a un cheval tué sous lui. C'est pendant l'armistice que l'Empereur l'élève, le 22 juillet 1813, au grade de général de brigade et lui confie le commandement de la cavalerie du 5e corps.
Il se trouve aux affaires de Goldberg, de Lœwenberg, de Leipzig et de Hanau, et l'Empereur lui donne la croix de commandeur de la Légion d'honneur le 4 décembre 1813. Le 25, il est à Neuf-Brisach, chargé de surveiller les travaux et les approvisionnements de cette place. Au moment de l'investissement, et lorsqu'il se dispose à se retirer avec sa brigade sur Schelestadt, il reçoit l'ordre suivant : Par ordre du général Grouchy, lieutenant de la droite de l'armée, il est ordonné au général Dermoncourt de se jeter de sa personne dans la place de Neufbrisach et de la défendre jusqu'à la dernière goutte de son sang. Le général de division GROUCHY.  Et les Autrichiens n'y sont pas entrés.

### Restaurations et Cent-Jours
Après l'abdication, il fait sa soumission à Louis XVIII qui le nomme chevalier de Saint-Louis le 17 septembre 1814, l'emploie au quartier général de la 5e division militaire le 23 du même mois et lui confie, le 10 octobre 1814, le commandement supérieur de Neuf-Brisach, qu'il lui retire le 2 janvier 1815. 
Au retour de l'île d'Elbe, l'Empereur le rétablit le 25 mars 1815 dans ce commandement. Il soutient avec succès le second blocus de Neuf-Brisach. Remplacé, on le met à la retraite le 26 septembre 1821. 
À cette date, il est impliqué au même titre que purent l'être Gilbert du Motier de La Fayette ou Jacques-Antoine Manuel dans un complot charbonnier à Belfort. Non condamné, il se retrouve maire de Widensolen de 1826 à 1830.
Rappelé en activité à la Révolution de 1830, il reçoit, le 7 mars 1831, le commandement du département de la Haute-Loire et celui de la Loire-Inférieure le 24 avril 1832.

### Retrait des affaires militaires et écriture
Il est réadmis à la retraite le 1er avril 1833, conformément à la loi. 
Il va résider à Batignolles, près de Paris. Il écrit son témoignage de la tentative de coup d'État en Vendée de la duchesse de Berry, en 1832. Publié dès 1833, ce livre est exhumé du silence par Claude Ribbe au XXe siècle, qui le préface. Le récit comporte les faits vécus par Dermoncourt entre sa nomination et la capture de Madame.
Il meurt à Aubevoye le 10 mai 1847 dans sa résidence du quartier du Montier.

## Hommages
- Une rue de Neuf-Brisach porte son nom.
- Une rue de Widensolen porte son nom.
- Alexandre Dumas, en collaboration avec Gaspard de Cherville, écrit Les Louves de Machecoul (1858), roman peu connu dont l'action se situe entre 1831 et 1832 et met en scène, en arrière-plan d'une histoire d'amours contrariées et ses personnages fictifs, la duchesse de Berry et le général Dermoncourt.